# سید حشمت موسوی
سید حشمت موسوی زادهٔ (۱۳۳۴ ایلام- درگذشت ۱۳۹۷ تهران) سیاست‌مدار و نماینده دوره چهارم مجلس شورای اسلامی حوزه انتخابیه ایلام بود

## زندگی‌نامه
وی از سال ۱۳۷۱ تا ۱۳۷۵ نماینده حوزه انتخابیه ایلام در مجلس شورای اسلامی دوره چهارم بود که پس از یک دوره بیماری در تهران درگذشت.

## سوابق
- بخشدار صالح‌آباد ۵۹ الی ۶۴
- فرماندار شهرستان شیروان چرداول ۶۵ الی ۷۰
- نماینده مردم ایلام در دوره چهارم مجلس شورای اسلامی ۷۱ الی ۷۵
- مشاور وزیر کشور۷۵ الی ۷۶
- مدیر کل هسته مرکزی گزینش وزارت کشور ۷۵ الی ۷۷
- معاون اداره کل امور انتظامی وزارت کشور۷۷ الی ۸۴
- مدیرکل امور مجلس سازمان تأمین اجتماعی ۸۵ الی ۹۰